# 希羅凱 (庫皮揚斯克區)
50°15′47″N 37°32′8″E / 50.26306°N 37.53556°E
希羅凯（烏克蘭語：Широке）是位於烏克蘭東部的村莊，由哈爾科夫州庫皮揚斯克區的維利胡瓦特卡市鎮負責管轄。該村始建於1746年，面積0.26平方公里，海拔高度174米，2001年人口35，人口密度每平方公里132.6人。